# Ribble
La Ribble est un fleuve anglais de 121 km de long qui prend sa source à Selside, et se jette dans la mer d'Irlande à Lytham.

## Géographie
Le fleuve traverse les comtés de North Yorkshire et du Lancashire, dans le nord de l'Angleterre. La Ribble est créée par la confluence de deux torrents : le Gayle Beck et le Cam Beck, près du viaduc de Ribblehead.
Elle traverse les villes de Settle, Clitheroe et Preston, avant de se jeter dans la mer d'Irlande. Ses principaux confluents sont l'Hodder et la Calder qui la rejoignent près de Great Mitton, la rivière Darwen la rejoint à Walton-le-Dale et la rivière Douglas près de Hesketh Bank.
La Ribble est longée par un chemin (The Ribble Way) sur la majeure partie de son trajet. Avant l'invasion normande, elle servait de frontière nord au royaume de Mercie. Lors de la rédaction du Domesday Book (au XIe siècle), elle servait de frontière nord au comté de Chester.
Le fleuve est relié aux canaux de Leeds et de Liverpool, ainsi qu'au canal de Lancaster. Son estuaire fait 16 km de large et forme avec l'estuaire de l'Alt, un espace protégé en tant que réserve naturelle.